# Судзуки, Наомити
Наомити Судзуки (яп. 鈴木 直道 Судзуки Наомити, род. 14 марта 1981, Касукабэ, Сайтама, Япония) — японский государственный деятель, губернатор префектуры Хоккайдо с 23 апреля 2019 года, глава города Юбари (2011—2019). 

## Биография
Родился в городе Касукабэ в префектуре Сайтаме; вырос в городе Мисато той же префектуры. Его родители развелись, когда он учился в средней школе. Воспитанный матерью, Судзуки не мог поступить в колледж из-за финансовых обстоятельств. 
В 18 лет сдал экзамен по трудоустройству в Токийском столичном штате и в апреле 1999 года поступил на работу в столичное правительство Токио в качестве служащего. В 2000 году поступил на юридический факультет Университета Хосэй, одновременно работая государственным служащим по специальности «Местное самоуправление», и окончил его  в 2004 году.
За время работы в качестве сотрудника столичного правительства Судзуки присоединился к Бюро общественного здравоохранения Токийского столичного правительства (ныне Токийское столичное бюро здравоохранения и социального обеспечения), Токийскому столичному институту общественного здравоохранения (ныне Токийский столичный исследовательский центр здоровья и безопасности), Токийскому столичному медицинскому центру Кита и Бюро по управлению здравоохранением и социальным обеспечением.
В января 2008 года по инициативе токийского вице-губернатора Наоки Иносэ, во время пребывания Наомити Судзуки на посту начальника общего административного отдела Департамента по общим вопросам Бюро социального обеспечения и здравоохранения, он был направлен в Юбари, где в основном отвечал за вопросы медицинского страхования.
В 2010 году был прикомандирован к Управлению региональной стратегии суверенитета Кабинета министров в качестве начальника отдела по общим вопросам Департамента по общим вопросам Токийской администрации (позже Бюро планирования политики Токийского столичного правительства). В том же году занял должность советника по административным вопросам города Юбари.
В ноябре 2010 года Наомити Судзуки заявил о своём намерении баллотироваться на выборах главы города Юбари. Губернатор Токио Синтаро Исихара и вице-губернатор Наоки Иносэ выразили свою поддержку этой кандидатуре. В 2011 году провёл пресс-конференцию и официально объявил о своей кандидатуре. Судзуки баллотировался как независимый кандидат на выборах мэра и в апреле 2011 года в возрасте 30 лет стал самым молодым главой города, когда-либо избранным в Японии. На выборах его поддержали партии ЛДПЯ и Комэйто. В 2015 году Судзуки был переизбран главой города Юбари.
29 января 2019 года Наомити Судзуки объявил о своём намерении баллотироваться как независимый кандидат на выборах губернатора Хоккайдо после истечения срока его полномочий на посту мэра. В интервью он заявил журналистам, что ЛДПЯ и Комэйто поддержат его. 7 апреля 2019 года он был избран, победив кандидата от объединения оппозиционной партии Томохиро Исикава на выборах губернатора Хоккайдо набрав 62,71% голосов и став самым молодым губернатором Хоккайдо.

## Личная жизнь
В Университете Хосэй Судзуки был капитаном боксёрского клуба и занял второе место в полулёгком весе на Национальном спортивном соревновании 2002 года.
В 2013 году Наомити был выбран Всемирным экономическим форумом в Давосе одним из «Молодых глобальных лидеров» 2013 года.
Женат.